# Allomycterus pilatus
Allomycterus pilatus е вид лъчеперка от семейство Риби таралеж (Diodontidae).

## Разпространение и местообитание
Видът е разпространен в Австралия (Нов Южен Уелс, Тасмания и Южна Австралия) и Нова Зеландия.
Среща се на дълбочина от 12,5 до 366,5 m, при температура на водата от 11,9 до 18,4 °C и соленост 35,1 – 36,1 ‰.

## Описание
На дължина достигат до 50 cm.